# Hessen-kasselsches Infanterieregiment No. 6 (1756)
Das Hessen-kasselsche Infanterieregiment No. 6 war eine 1702 als Grenadier-Regiment gegründete militärische Einheit in der Landgrafschaft Hessen-Kassel. Das Regiment führte unterschiedliche Namen. Meist wurde es als Garde bezeichnet.

## Geschichte
1697 wurden einzelne Grenadierkompanien in Hessen-Kassel ausgehoben. Sie wurden 1702 zu einem Grenadier-Regiment zusammengefasst, um auf kaiserlicher Seite am Spanischen Erbfolgekrieg teilzunehmen. Von 1727 bis 1751 war Prinz Wilhelm Regimentschef. Er blieb auch als Landgraf bis zum Tode 1760 Inhaber. Im Siebenjährigen Krieg stand das Regiment im britischen Sold und kämpfte in der Alliierten Armee meist gegen französische Truppen. 1760 wurde das Regiment in 2. Garde umbenannt. Seine Grenadiere wurden im „Stehenden Grenadierbataillon Pappenheim“ gemeinsam mit den Grenadieren von „No. 12“ eingesetzt und nahmen unter anderem an der Schlacht bei Warburg teil.

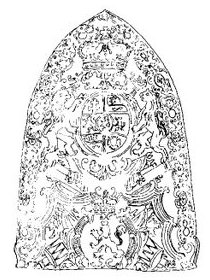
Mützenblech der Grenadiere, Kronoskaf

1763 hieß das Regiment Garde und bildete das 2. Bataillon. Regimentschef war Carl von Bose. 1784 lautete die Bezeichnung 2. Garde (Garde-Grenadier-Regiment) und 1785 Garde-Grenadier-Regiment. 1789 wurde es mit dem hessen-kasselschen Infanterieregiment No. 14 zusammengelegt. Dieses Regiment wurde mit der Besetzung des Landes durch Napoleon 1806 durch den nun im Exil befindlichen Kurfürsten Wilhelm I. beurlaubt. 1813 wurde es als „Regiment Kurfürst“ der kurhessischen Armee wiedererrichtet, 1821 umbenannt in „1. Linien-Infanterieregiment“, 1824 „1. Linien Kurprinz von Hessen“, 1831 „Leib-Regiment“, 1835 „1. Infanterieregiment, Leib-Regiment“, 1856 „1. Infanterieregiment Kurfürst“. Nach der Annexion Kurhessens wurde das Regiment zum preußischen Füsilier-Regiment „von Gersdorff“ (Kurhessisches) Nr. 80.

## Prominente Angehörige des Regiments
- Christian Ludwig von Isenburg-Birstein
- Karl Levin von Trümbach